# Malcolm Hailey, 1. Baron Hailey
William Malcolm Hailey, 1. Baron Hailey, OM GCSI GCMG GCIE PC (* 15. Februar 1872 in Newport Pagnell; † 1. Juni 1969 in London-Putney) war ein britischer Peer und Kolonialadministrator.

## Leben
Er war der jüngste Sohn des Hammett Hailey aus dessen Ehe mit Maria Coelia Clode. Er besuchte die Merchant Taylors’ School in London und schloss ein Studium am Corpus Christi College der Universität Oxford 1895 als Bachelor of Arts ab.
Im selben Jahr trat er in den Dienst der Zivilverwaltung in Britisch-Indien (Indian Civil Service) ein. Er stieg zum Junior Secretary und 1898 zum Financial Commisioner auf und wurde 1902 Colonization Officer der Jhelum Canal Colony in Sargodha. 1907 wurde er Secretary der Provinzregierung des Punjab. Von 1908 bis 1912 war er Deputy Secretary der britisch-indischen Regierung. 1911 wurde er Mitglied des Darbar Committee und wurde er als Companion des Order of the Indian Empire ausgezeichnet. Von 1912 bis 1918 war er Chief Commissioner von Delhi und 1915 wurde er als Companion des Order of the Star of India ausgezeichnet. Von 1919 bis 1924 war er Mitglied des Exekutivrates des Generalgouverneurs von Britisch-Indien. 1922 wurde er als Knight Commander des Order of the Star of India geadelt und führte fortan das Prädikat „Sir“.
1924 erhielt er das Amt des Gouverneurs der Provinz Punjab. Nach ihm wurde das 1927 gegründete Hailey College of Commerce der University of the Punjab in Lahore benannt, als dessen erster Kanzler er fungierte. Anlässlich seines Ausscheidens aus dem Gouverneursamt wurde er 1928 zum Knight Grand Commander des Order of the Indian Empire erhoben.
1928 erhielt er das Amt des Gouverneurs der Vereinigten Provinzen von Britisch-Indien (Agra und Oudh). 1929 erwarb der am Corpus Christi College der Universität Oxford den Abschluss eines Master of Arts. 1932 wurde er zum Knight Grand Commander des Order of the Star of India erhoben. 1934 schied er aus dem Gouverneursamt aus und kehrte nach Großbritannien zurück. In Erinnerung an seine Zeit als Gouverneur wurde der 1936 gegründete älteste Nationalpark Indiens im Distrikt Nainital nach ihm als Hailey National Park benannt; dieser wurde 1957 zu Jim Corbett National Park umbenannt.
Am 15. Juli 1936 wurde er als Baron Hailey, of Shahpur in the Punjab and Newport Pagnell in the County of Buckingham, erhoben und wurde dadurch Mitglied des britischen House of Lords. 1937 bis 1939 amtierte er als Präsident der Royal Asiatic Society. Nachdem er einige Zeit in Afrika verbracht hatte, veröffentlichte er 1938 seinen Bericht An African Survey: A Study of Problems arising in Africa South of the Sahara, der sich in der britischen Kolonialpolitik als sehr einflussreich erwies. Auf Haileys Anregung wurden zwischen 1940 und 1944 verschiedene Komitees eingerichtet, die den britischen Kolonialminister zu Fragen der Gesellschaftspolitik in den afrikanischen Kolonien berieten. Hailey riet insbesondere zu einer begrenzten Anerkennung afrikanischer Nationalbewegungen. 1938 wurde er als Knight Grand Cross des Order of St Michael and St George ausgezeichnet. 1949 wurde er ins Privy Council und 1956 als Member in den Order of Merit aufgenommen.
Er starb 1969 im Alter von 97 Jahren.

## Ehe und Nachkommen
Am 18. Dezember 1896 heiratete er Andreina Alesandra Balzani († 1939), Tochter des italienischen Grafen Annibale Balzani (1840–1910). Mit ihr hatte er eine Tochter, Gemma Hailey (1898–1922), und einen Sohn, Hon. Alan Balzano Hailey (1900–1943, gefallen im Zweiten Weltkrieg), die beide unverheiratet, kinderlos und vor ihm starben. Da er keine männlichen Nachkommen hinterließ, erlosch sein Baronstitel mit seinem Tod.